# Frost (Minnesota)
Pour les articles homonymes, voir Frost.
La ville de Frost est située dans le comté de Faribault, dans l’État du Minnesota, aux États-Unis. Sa population s’élevait à 198 habitants lors du recensement de 2010, estimée à 185 habitants en 2017.

## Histoire
Un bureau de poste du nom de Frost a ouvert en 1899 . La localité a été nommée d’après l’architecte Charles Sumner Frost.

## Source
- (en) Cet article est partiellement ou en totalité issu de l’article de Wikipédia en anglais intitulé « Frost, Minnesota » (voir la liste des auteurs).

1. ↑  (en) « Faribault County » [archive du 2 avril 2015], Jim Forte Postal History (consulté le 18 mars 2015).
2. ↑  (en) Chicago and North Western Railway Company, A History of the Origin of the Place Names Connected with the Chicago & North Western and Chicago, St. Paul, Minneapolis & Omaha Railways, 1908 (lire en ligne), p. 74.